# Wilhelm Daniel Joseph Koch
Wilhelm Daniel Joseph Koch (5 de març de 1771 – 14 de novembre de 1849) va ser un metge i botànic de Kusel, una ciutat a Renània-Palatinat.
Koch va estudiar medicina a les universitats de Jena i Marburg, i després va anar a un Stadtphysicus (metge estatal) a Trarbach i Kaiserslautern (1798). El 1824 es va convertir en professor de medicina i botànica a la Universitat d'Erlangen, on va romandre per la resta de la seva vida. A Erlangen, va ser també director dels jardins botànics. El 1833, va ser elegit membre estranger de la Reial Acadèmia Sueca de Ciències.
Entre els seus millors esforços escrits va ser una sinopsi sobre flora alemanya i suïssa titulada Synopsis florae germanicae et helveticae (1835-1837). Una altra publicació digna de menció va ser Catalogus plantarum, quae in ditione Florae Palatinatus (Catàleg de la flora del Palatinat) (1814).
El gènere de la planta Kochia (Chenopodioideae) va ser anomenat en el seu honor.